# 589 aC
L'any 589 aC és un any del calendari romà. Durant l'Imperi Romà era conegut com l'any 165 ab urbe condita. L'actual denominació és utilitzada des de principis de l'edat mitjana, quan es va establir el calendari Anno Domini.

## Esdeveniments
- El faraó Apries succeeix al seu pare Psamètic II com a rei de l'Antic Egipte.[1]
- Nabucodonosor II comença el setge de Jerusalem.

## Necrològiques

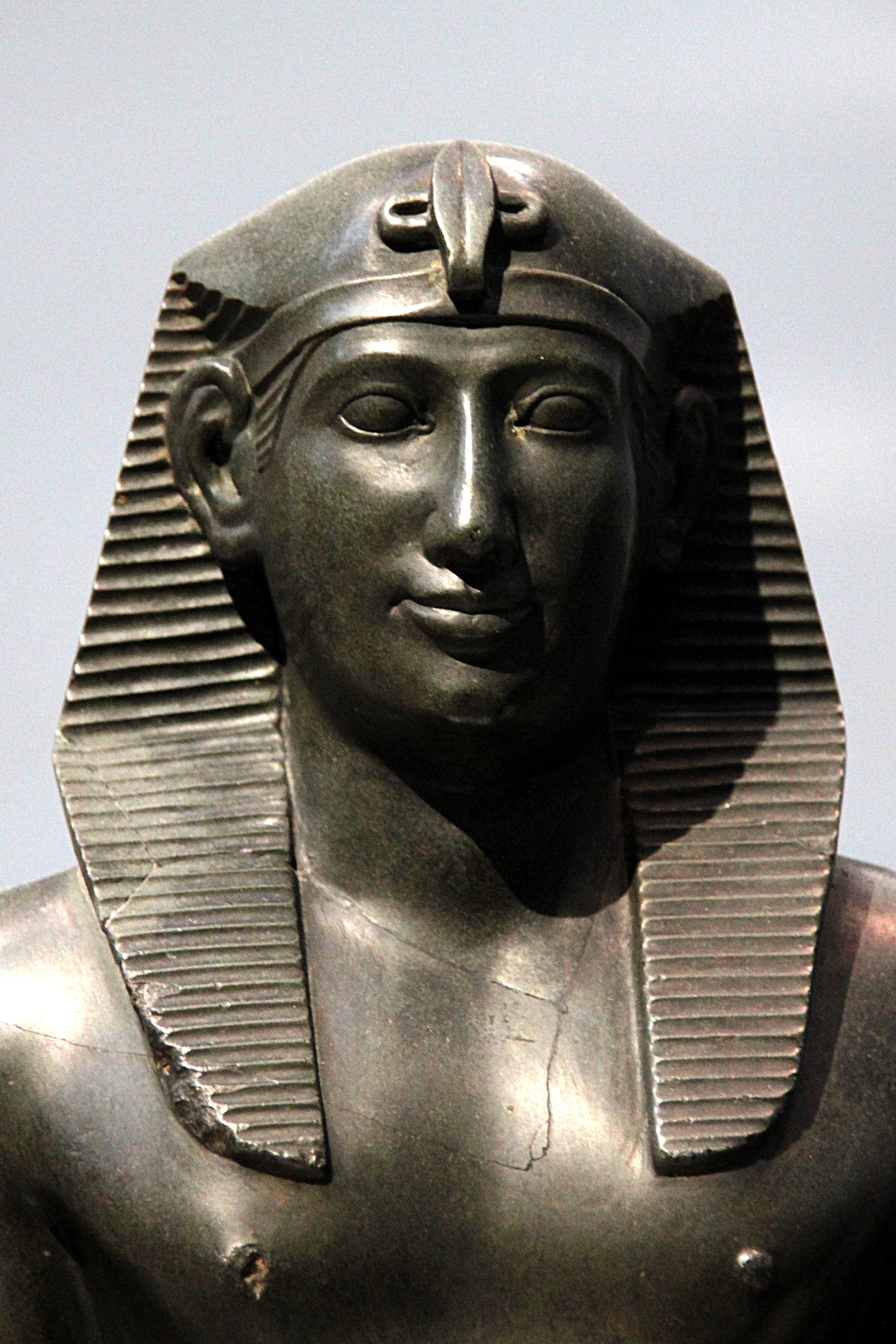
Psamètic II

- Psamètic IIEl faraó Psamètic II d'Egipte.